# José Antonio Lasheras
José Antonio Lasheras Corruchaga (Barcelona, 14 de julio de 1956-Quintanas, Burgos; 26 de febrero de 2016) fue un arqueólogo y conservador de museos español. Entre 1991 y 2016 fue el director del Museo Nacional y Centro de Investigación de Altamira.

## Biografía
Nacido en Barcelona, el 14 de julio de 1956, descendía de la localidad aragonesa de Uncastillo. Tras licenciarse en Filosofía y Letras trabajó en el Museo de Zaragoza, dedicado a la arqueología provincial romana, y fue museólogo en la Subdirección de Museos Estatales del Ministerio de Cultura hasta 1990.
En 1991 fue nombrado director del Museo Nacional y Centro de Investigación de Altamira, cargo que ostentó hasta su fallecimiento. Fue el impulsor del proyecto de la Neocueva, inaugurada en 2001 y considerada la reproducción más fiel de la cueva original. Fue autor de publicaciones científicas y divulgativas sobre arte rupestre y museología, pero especialmente sobre la cueva de Altamira, de la cual era uno de sus mayores conocedores.
Falleció el 26 de febrero de 2016 a consecuencia de un accidente de tráfico a la altura de la localidad burgalesa de Quintanas, en el que también resultó herida su mujer.

## Obra
En sus trabajos destacó la importancia de realizar más estudios de investigación sobre las cuevas y la actividad humana y geológica. En su haber constan publicaciones como autor, coordinador y colaborador, entre ellas:
- Sobre legislación, política y museología: 1985-1996 (1997).
- El arte paleolítico de Altamira (2003).
- Un museo para el Paleolítico (2003).
- Explicar o contar: la selección temática del discurso histórico en la musealización (2005).
- Los Museos en el marco de la gestión del patrimonio arqueológico (2006).
- Los tiempos de Altamira (2009).
- La cueva de Altamira: nuevos datos sobre su yacimiento arqueológico (sedimentología y cronología) (2007).
- En los orígenes del arte rupestre paleolítico: dataciones por la serie del Uranio en las cuevas de Altamira, El Castillo y Tito Bustillo (2012).

## Reconocimientos
En abril de 2016 fue distinguido con la Encomienda con Placa de la Orden de Alfonso X el Sabio, a título póstumo, por el Ministerio de Educación, Cultura y Deporte.